# تشك بوينت
تشك بوينت تقنيات برمجية (بالعبرية:  צ'ק פוינט טכנולוגיות תוכנה בע"מ) (بالإنجليزية:  Check Point Software Technologies Ltd)‏ هي شركة إسرائيلية. تأسست في 1993. يقع مقرها في تل أبيب، وكاليفورنيا. تعتبر من اضخم الشركات الإسرائيلية، حيث صنفت بالمركز الرابع إسرائيلياً لعام 2015 حسب مجلة فوربس العالمية.

## تعاون مع شركة «بريتيش تيليكوم»
أعلنت يوم الإثنين 8 يونيو 2015 شركة «بريتيش تيليكوم» (بي تي) عن إبرامها لاتفاقية تعاون مع شركة «تشيك بوينت سوفتوير تكنولوجيز»Check Point Software Technologies الإسرائيلية بهدف إدراج قدرات أمنية إضافية لشبكة بي تي العالمية. ومن شأن هذه القدرات الجديدة تمكين العملاء من الوصول بشكل آمن إلى التطبيقات القائمة على السحاب بغض النظر عن مكان استضافتها.
وتعد خدمات جدران الحماية السحابية الجديدة جزءًا من مجموعة واسعة من الحلول الأمنية المستضافة التي يتم نشرها عبر شبكة بي تي العالمية، وذلك بهدف تحقيق رؤيتها المستقبلية لتصبح «سحابة السحابات»، وفقًا لما أعلنته الشركة في شهر أبريل من العام 2015.
ومع تنامي حركة انتقال التطبيقات وأحمال العمل نحو السحابة الخاصة والعامة والهجينة، فإن العملاء بحاجة للوصول بأمان وبكفاءة عالية إلى مزيج من الشبكات الخاصة والعامة. كما أنهم يسعون وراء تحقيق التوازن الأمثل ما بين الأداء والكلفة والأمن. ولتعزيز حماية نقاط تماس عملاء شبكة بي تي العالمية مع شبكة الإنترنت، تقوم شركة بي تي حاليًا بنشر خدمات أمنية مدى ة إضافية ضمن بوابات الإنترنت العالمية التابعة لها، وذلك استنادًا إلى سلسلة تقنيات جدران الحماية 13500 من شركة تشيك بوينت.
ولتحسين القدرات التكاملية للخدمات السحابية، تعمل شركة بي تي على تعزيز تقنيات الدخول إلى شبكة الإنترنت انطلاقًا من بوابات شبكتها العالمية، والتي بالإمكان نشرها وفقًا للمواقع الإقليمية، وهو الخيار الأفضل للوصول إلى المرافق العامة لسحابة الإنترنت، أو وفقًا للمواقع الأمثل التي بإمكانها الحفاظ على تدفق حركة البيانات، بحيث يصبح الدخول إلى شبكة الإنترنت أقرب ما يكون إلى وجهة حركة البيانات في مواقع سحابية محددة.

## وصلات خارجية
- الموقع الإلكتروني